# Некроптоз
Некропто́з — програмована некротична смерть клітини запального характеру, яка супроводжується активацією протеїнкінази-3 (англ. receptor-interacting protein kinase 3, RIPK3, RIP3), що взаємодіє з рецептором. На молекулярному рівні при некроптозі відбувається суворо регульоване збирання внутрішньоклітинного комплексу, відомого як некросома, що запускається рецепторами смерті (наприклад, рецептором фактора некрозу пухлини 1 (TNFR1), рецепторами лігандів FasL і TRAIL), поверхневими Toll-подібними рецепторами, а також механізмами, що розпізнають присутність у цитоплазмі вірусних РНК. Для некроптозу, індукованого фактором некрозу пухлини (TNF), необхідна подальша активація RIPK1 (RIP1) і RIPK3. Блокування цих кіназ некростатинами, наприклад, некростатином 1, який інгібує RIPK1, робить некроптоз неможливим. На відміну від апоптозу, що спричиняється активацією каспази-8, некроптоз може перебігати лише при інактивації цього ферменту. При некроптозі також відбувається утворення активних форм кисню в мітохондріях, однак, на відміну від апоптозу, не відбувається фрагментація ДНК. Окрім цього, на відміну від апоптозу, некроптоз супроводжується сильною імунною відповіддю. Некроптоз може запускатись у тих випадках, коли апоптоз з тих чи інших причин неможливий. На відміну від молекулярних шляхів апоптозу, що вивчається уже впродовж багатьох років, молекулярні основи некроптоз на сьогодні мало вивчені.
Морфологічно некроптоз характеризується набуханням клітини, порушенням роботи мітохондрій, збільшенням проникності плазматичної мембрани та вивільненням умісту клітини в позаклітинний простір.
Функціональне значення некроптозу може полягати в захисті організму від внутрішньоклітинних інфекцій, однак некроптоз відіграє ключеву роль у розвитку багатьох хвороб: інфаркт міокарда, атеросклероз, ішемічно-реперфузійне ушкодження, панкреатит, запальні хвороби кишок, а також у низці інших поширених порушень.

## Історія
1998 року було показано, що клітини мишачої фібросаркоми L929 після обробки інгібітором каспаз zVAD-FMK швидко гинуть при інкубації з фактором некрозу пухлини. Ці дані вказували на можливість того, що каспази беруть участь у захисті клітини від смерті шляхом некрозу під дією TNF. Під час подальших досліджень була описана ця нова форма клітинної смерті, що має багато ознак некрозу та відбувається за активації рецепторів смерті. Шляхом внесення в клітини серпіну вірусу коров'ячої віспи та CrmA, інгібітора каспази 8, було показано, що інгібування каспази 8 призводить до цієї форми смерті клітини, названої некроптозом, або програмованим некрозом. До цього некроз вважався випадковою та нерегульованою формою клітинної смерті, однак станом на тепер відомо декілька типів програмованого некрозу.